# Гланишівська сільська рада
| Гланишівська сільська рада — колишній орган місцевого самоврядування у Переяслав-Хмельницькому районі Київської області з адміністративним центром у с. Гланишів. Історична дата утворення: 21 грудня 1987 року . Водоймища на території, підпорядкованій даній раді: річка Трубіж. Сільській раді були підпорядковані населені пункти: - с. Гланишів - с. Довга Гребля |

## Склад ради
Рада складалася з 14 депутатів та голови.

### Керівний склад ради
| ПІБ                             | Основні відомості                                                 | Дата обрання | Дата звільнення |
| ------------------------------- | ----------------------------------------------------------------- | ------------ | --------------- |
| Литвин Володимир Миколайович    | Сільський голова, 1952 року народження, освіта, безпартійний      | 26.03.2006   | 31.10.2010      |
| Кондратенко Світлана Миколаївна | Сільський голова, 1969 року народження, освіта вища, позапартійна | 31.10.2010   |                 |

Примітка: таблиця складена за даними джерела